# Tucurico
Tucurico es como llamaban los Peruanos en tiempo del gobierno de los Indios a una especie de juez y gobernador, que había en cada provincia. Los tucuricos eran de la sangre Real: el nombre significaba los que todo lo ven. 
A los tucuricos etaban sujetos y subordinados los que llamaban Hunos, dando al tucurico cuenta particular de cuanto pasaba en la provincia, perteneciente al buen gobierno y fuera de otros vehedores que traían ocultamente esparcidos por las provincias. 
Posteriormente, se ordenó esta potestadtad de otra manera. Por Cédula de 26 de febrero de 1538, dirigida a la Audiencia de México se mandó que no se llamasen Señores de los pueblos en que presidían, sino solo gobernadores o principales y después se pusieron corregidores en todos los Pueblos principales para que gobernaran, cobraran los tributos y conocieran las causas.